# Serra d'Irta (ZEPA)
Serra d'Irta (ZEPA) este o arie protejată (arie de protecție specială avifaunistică — SPA) din Spania întinsă pe o suprafață de 9.797,52 ha, integral pe uscat.

## Localizare
Centrul sitului Serra d'Irta (ZEPA) este situat la coordonatele 40°19′07″N 0°19′09″E / 40.3186°N 0.3192°E.

## Înființare
Situl Serra d'Irta (ZEPA) a fost declarat arie de protecție specială avifaunistică în septembrie 2009 pentru a proteja 15 specii de animale.

## Biodiversitate
Situată în ecoregiunile marină mediteraneană și mediteraneană, aria protejată conține 9 habitate naturale: Galerii și tufărișuri riverane sudice (Nerio-Tamaricetea și Securinegion tinctoriae), Straturi cu Posidonia (Posidonion oceanicae), Matorral arborescenți cu Juniperus spp., Păduri de Quercus ilex și Quercus rotundifolia, Faleze cu vegetație de Limonium spp. endemic de pe coastele mediteraneene, Peșteri marine scufundate complet sau parțial, Recifuri, Pseudostepă cu ierburi și specii anuale de Thero-Brachypodietea, Tufărișuri termo-mediteraneene și de pre-deșert.
La baza desemnării sitului se află mai multe specii protejate de  păsări (15): buha (Bubo bubo), caprimulg (Caprimulgus europaeus), șerpar (Circaetus gallicus), șoim călător (Falco peregrinus), Galerida theklae, Hieraaetus fasciatus, Larus audouinii, pescăruș-cu-cap-negru (Larus melanocephalus), ciocârlie de pădure (Lullula arborea), Oenanthe leucura, Phalacrocorax aristotelis, Puffinus puffinus mauretanicus, chiră de mare (Sterna sandvicensis), turturică (Streptopelia turtur), silvie de tufiș (Sylvia undata).
Pe lângă speciile protejate, pe teritoriul sitului au mai fost identificate 2 specii de plante.